# Gerda Taro
Gerta Pohorylle, meglio conosciuta come Gerda Taro (Stoccarda, 1º agosto 1910 – Madrid, 26 luglio 1937), è stata una fotografa tedesca.
Nota per i suoi reportage di guerra, è anche conosciuta per essere stata la compagna di Robert Capa e per aver stabilito con il fotoreporter ungherese un forte sodalizio professionale. È considerata insieme a Capa una dei più importanti fotografi di guerra. La sua morte violenta a 26 anni (fu travolta da un carro armato durante la Guerra civile spagnola ) contribuì a mitizzarla come donna rivoluzionaria e coraggiosa caduta per le proprie idee e per il suo lavoro.

## Biografia
Gerda Taro, il cui vero nome era Gerta Pohorylle, nasce da una famiglia di ebrei polacchi. È portata per lo studio, è una buona giocatrice di tennis, ama vestirsi bene e fin da bambina dimostra di avere un carattere forte. Nonostante le sue origini borghesi, giovanissima entra a far parte di movimenti socialisti e di lavoratori. Per questo motivo e per la sua origine ebraica, l'avvento del nazismo in Germania le crea molti problemi. Finisce in carcere in quanto attiva nel Partito Comunista Tedesco, interrogata non parla e, grazie al suo passaporto polacco, viene liberata. Con un amico lascia la Germania alla volta di Parigi, mentre i suoi genitori decidono di rifugiarsi in Palestina ed i fratelli in Inghilterra. 
Nel 1935 a Parigi grazie alla sua intelligenza e adattabilità, la poliglotta Gerda trova lavori come dattilografa e segretaria. Tramite l'amica e coinquilina Ruth conosce l'ungherese Endre Friedman. Come lei è ebreo, comunista, antifascista e ha conosciuto il carcere e sbarca il lunario facendo il fotografo. Endre e Gerta si fidanzano e sarà proprio lui ad iniziarla alla fotografia. Insieme, un po' per sfida, un po' per opportunità, inventano il personaggio “Robert Capa”, un fantomatico celebre fotografo americano giunto a Parigi per lavorare in Europa. Grazie a questo curioso espediente la coppia moltiplica le proprie commesse e guadagna parecchi soldi.

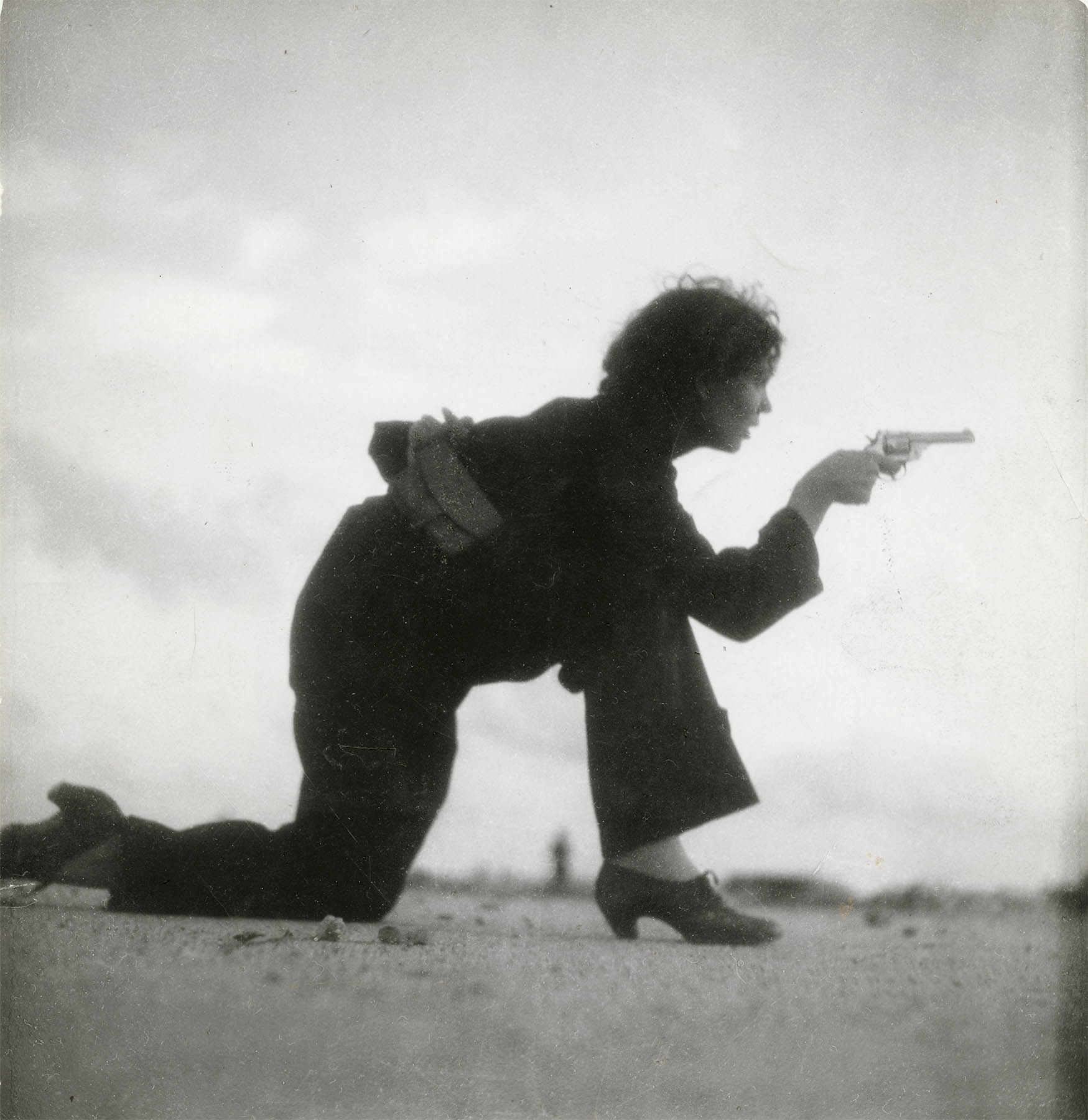
Una miliziana repubblicana mentre si addestra sulla spiaggia di Barcellona (agosto 1936)

Nel 1936 entrambi decidono di seguire sul campo gli sviluppi della guerra civile spagnola, guerra che inciderà parecchio sulla vita dei due. Giunti in Spagna diventano immediatamente importanti testimoni della guerra, realizzando molti reportage pubblicati in periodici come "Regards" o Vu.
Nota fra le milizie antifasciste per la sua freschezza, coraggio ed eccezionale bellezza, rischiò sempre la vita per realizzare i propri servizi fotografici. All'inizio il marchio "Capa-Taro" fu usato indistintamente da entrambi i fotografi. Successivamente, i due divisero la 'ragione sociale' - CAPA - e Endre Friedman adottò definitivamente lo pseudonimo Robert Capa per sé.
Gerda realizzò, in un periodo in cui Capa era per alcuni giorni a Parigi per rapporti con le agenzie, il suo più importante reportage durante la battaglia di Brunete. All'inizio parve una grande vittoria repubblicana. Il contrattacco franchista ribaltò presto la situazione e Gerda fu allora testimone dei selvaggi bombardamenti dell'aviazione nazionalista, scattando numerose fotografie sempre con estremo rischio per la propria vita.
Testimoni raccontano che spesso incitava lei stessa i combattenti "all'attacco"; la sua fede rivoluzionaria e antifascista era puro slancio. L'articolo che venne pubblicato sulla rivista Regards, diede un grande lustro alla reporter tedesca.

### La morte
Al ritorno dal fronte di Brunete, Gerda Taro perse la vita a causa di un terribile incidente. Il 25 luglio 1937 Gerda viaggiava aggrappata al predellino esterno della vettura del generale polacco "Walter" (Karol Świerczewsky), colma di feriti; Walter era un noto comandante delle Brigate Internazionali. Quando aeroplani tedeschi volarono a bassa quota sul convoglio repubblicano mitragliandolo, nel trambusto generale un carro armato urtò l'auto alla quale era aggrappata Gerda, che cadde sotto i cingoli del carro armato restando schiacciata dallo stomaco in giù. 
Gerda non perse conoscenza e durante il penoso trasferimento, che durò ore, all'ospedale di Madrid 'El Goloso' (zona dell'Escorial) si mantenne le viscere in sede con la pressione delle proprie mani; i testimoni ricordano un'incredibile freddezza e coraggio nella ragazza. Alcuni tra i migliori medici delle Brigate Internazionali le trasfusero plasma e tentarono di operarla senza anestetici e senza antibiotici (di cui non vi era disponibilità), di suturare la devastante ferita ma si resero subito conto che ogni tentativo non l'avrebbe mai salvata; il suo organismo non poteva più svolgere alcuna funzione vitale che si protraesse oltre le poche ore.
All'infermiera che dovette vegliarla fu indicato di somministrarle tutta la morfina possibile per non farla soffrire, in quanto il decesso era inevitabile. La ragazza si preoccupava comunque delle proprie macchine fotografiche chiedendo "se si erano rotte". Restò in vita e vigile sino all'alba del giorno seguente; morì intorno alle ore 5 semplicemente "chiudendo gli occhi". Gerda aveva 26 anni.
Il suo corpo fu traslato a Parigi e, accompagnato da 200.000 persone, fu tumulato al Père-Lachaise con tutti gli onori dovuti ad un'eroina repubblicana. Allo scultore Alberto Giacometti venne chiesto di realizzare il monumento funebre. Pablo Neruda e Louis Aragon lessero un elogio 'in memoriam'. Il suo compagno Capa non si riprese mai più dalla morte della dolce e vivacissima Gerda, prima donna reporter a morire sul lavoro. Anch'egli morirà svolgendo il proprio lavoro nel 1954 nella guerra d'Indocina.
Un anno dopo la morte di Gerda, nel 1938, Robert Capa pubblicherà in sua memoria Death in the Making, riunendo molte foto scattate insieme. La sua tomba a Parigi giace dimenticata nella zona del Père-Lachaise dedicata ai rivoluzionari e alla Resistenza, vicino al noto "Mur des Federés".
Nel 1942 il regime collaborazionista fascista francese censurò l'epitaffio inciso sulla tomba di Gerda, epitaffio mai più restaurato. La tomba, dopo le modifiche occorse nel 1953, è accessibile da un viottolo posteriore, quindi posta "alla rovescia" rispetto a quando fu costruita. La tomba di Gerda Taro fu l'unica ad essere violata dalla mano nazi-fascista, forse per l'influenza che la giovane rivoluzionaria, caduta nella guerra contro il fascismo, ancora esercitava sulla crescente Resistenza francese.
Rimasta a lungo nell'ombra del più noto fidanzato Robert Capa e relegata al ruolo di sua compagna (e in qualche cronaca anche di moglie), dalla metà degli anni 1990 Gerda Taro è oggetto di interesse storico per il suo ruolo di giovanissima donna contro-corrente, rivoluzionaria militante sino al sacrificio massimo e protagonista della storia della fotografia e della resistenza al fascismo.

## Gerda Taro nella cultura di massa
- Il romanzo Waiting for Robert Capa di Susana Fortes (2011) è una narrazione romanzata della vita di Robert Capa e Gerda Taro
- La canzone Taro, contenuta nell'album An Awesome Wave (2012) della band inglese ∆ (Alt-J), è dedicata alla fotografa tedesca e al suo compagno
- Il romanzo La ragazza con la Leica di Helena Janeczek (2017), vincitore del Premio Bagutta e dello Strega nel 2018, tratta della vita della fotografa
- La storia e la vita a fumetti Gerda Taro di Sara Vivan (2019), edito da Contrasto, a cura di Vincenzo Filosa[9]